# 살람 봄베이
《살람 봄베이》(Salaam Bombay!)는 인도에서 제작된 미라 네어 감독의 1988년 드라마 영화이다. 샤피그 시에드 등이 주연으로 출연하였고 미라 네어 등이 제작에 참여하였다.
이 영화는 뉴욕 타임즈에 의해 "지금까지 만들어진 최고의 1,000편의 영화" 목록에 속한다.

## 출연

### 주연
- 샤피그 시에드
- 한사 비달
- 챈다 샤르마
- 라그비어 야다브
- 아니타 칸워
- 나나 파테카르
- 라주 바나드
- 찬드라쉐카 나이두

### 조연
- 이르판 칸